# Mr. Lonely
Mr. Lonely – utwór Bobby’ego Vintona z albumu Roses Are Red (1962). Dwa lata później piosenkę wydano na singlu, który pod koniec 1964 roku znalazł się na szczycie amerykańskiej listy przebojów Billboard Hot 100.
W filmie animowanym Wpuszczony w kanał utwór wykonywany jest przez ślimaki.
W 2005 roku piosenkarz Akon wykorzystał sample z „Mr. Lonely” we własnej kompozycji „Lonely”.